# Rehaklinik Bergisch-Land

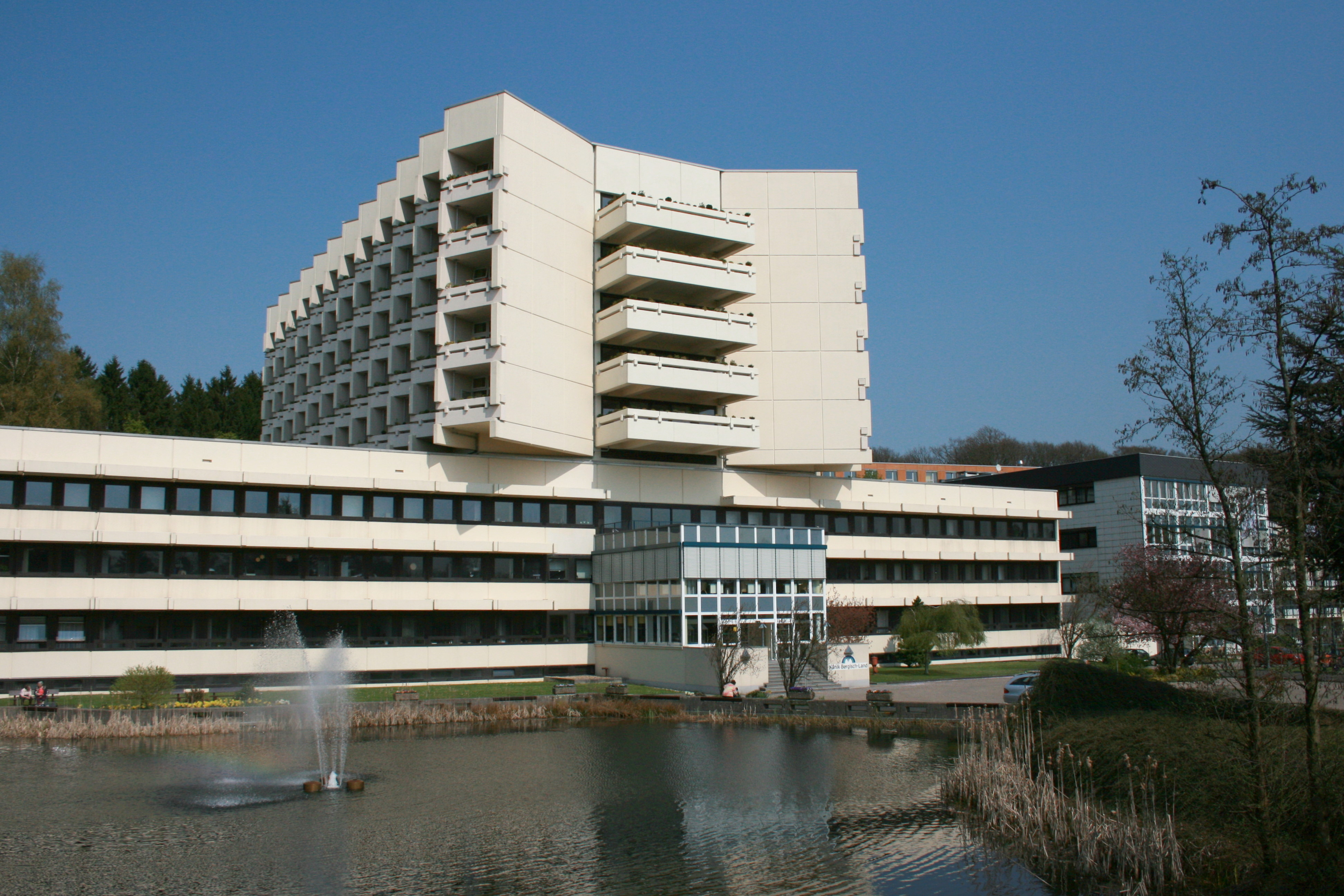
Klinik Bergisch-Land

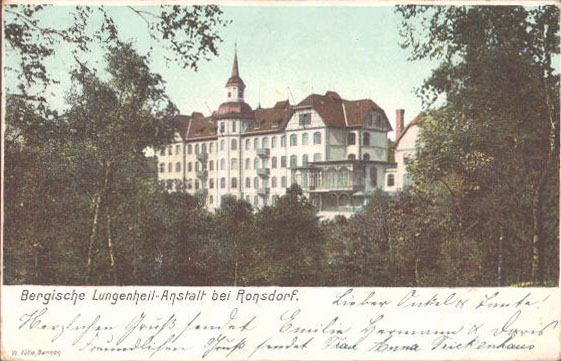
Der erste Bau von 1900

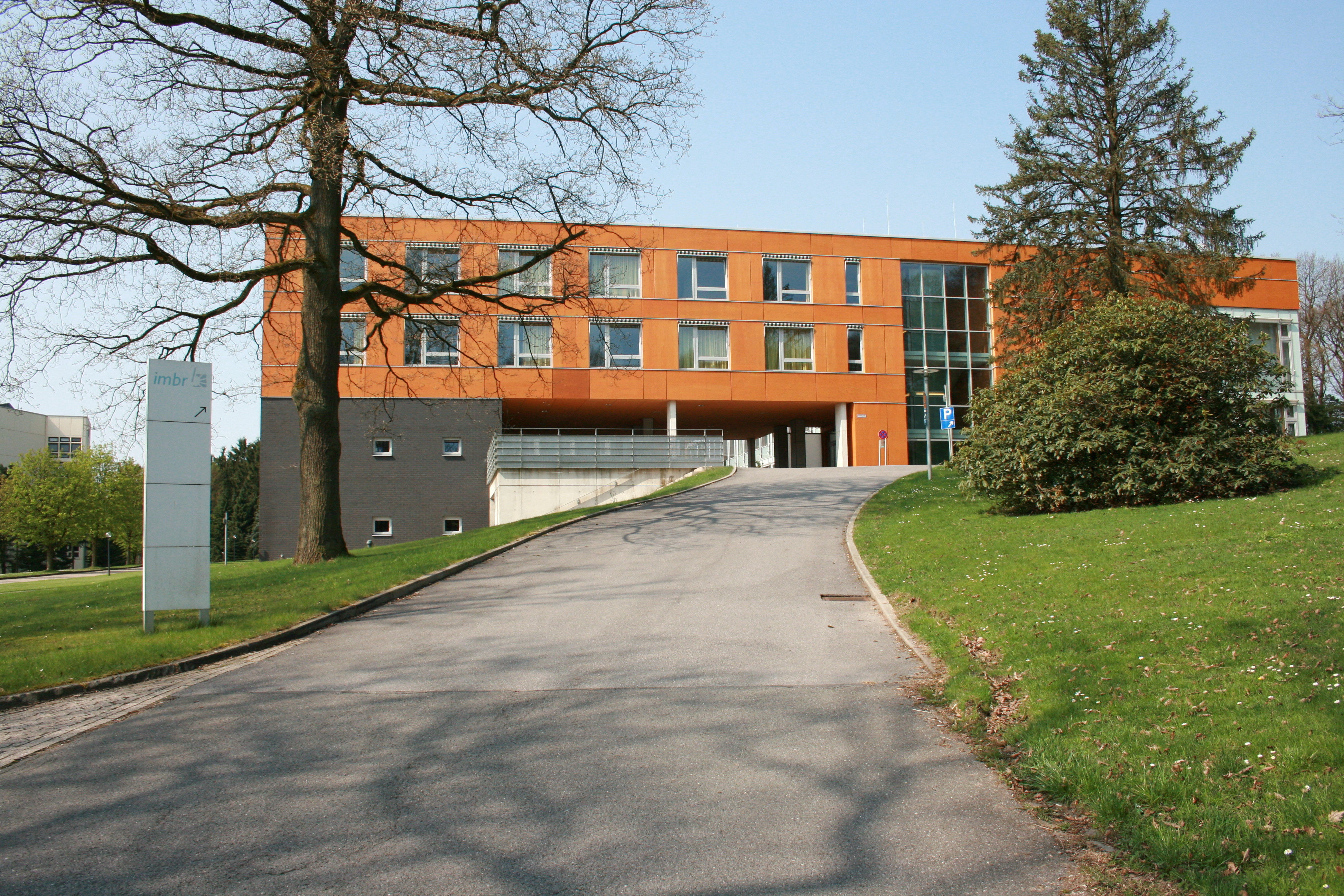
Institut für medizinischberufliche Rehabilitation

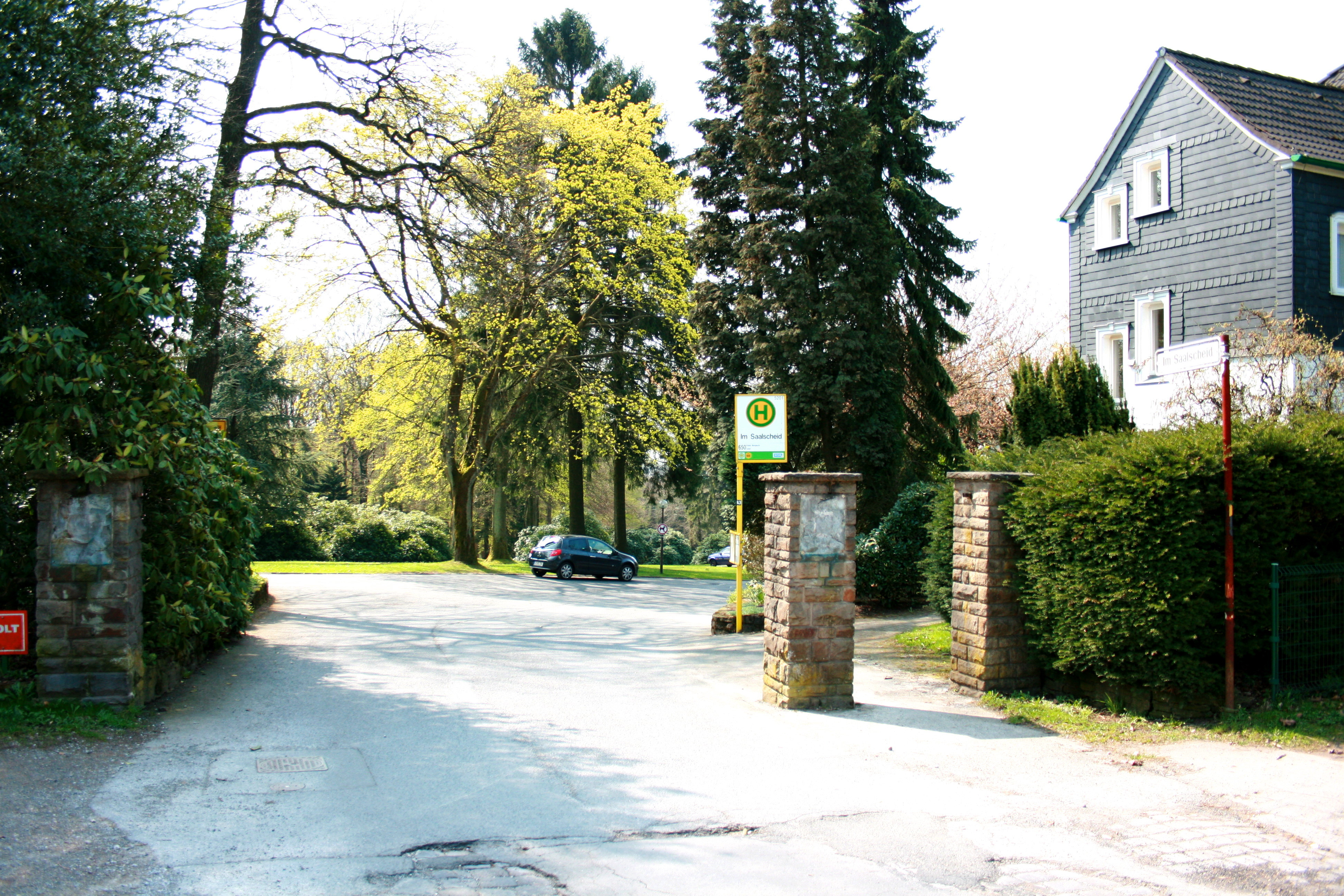
Einfahrt in die Parkanlage

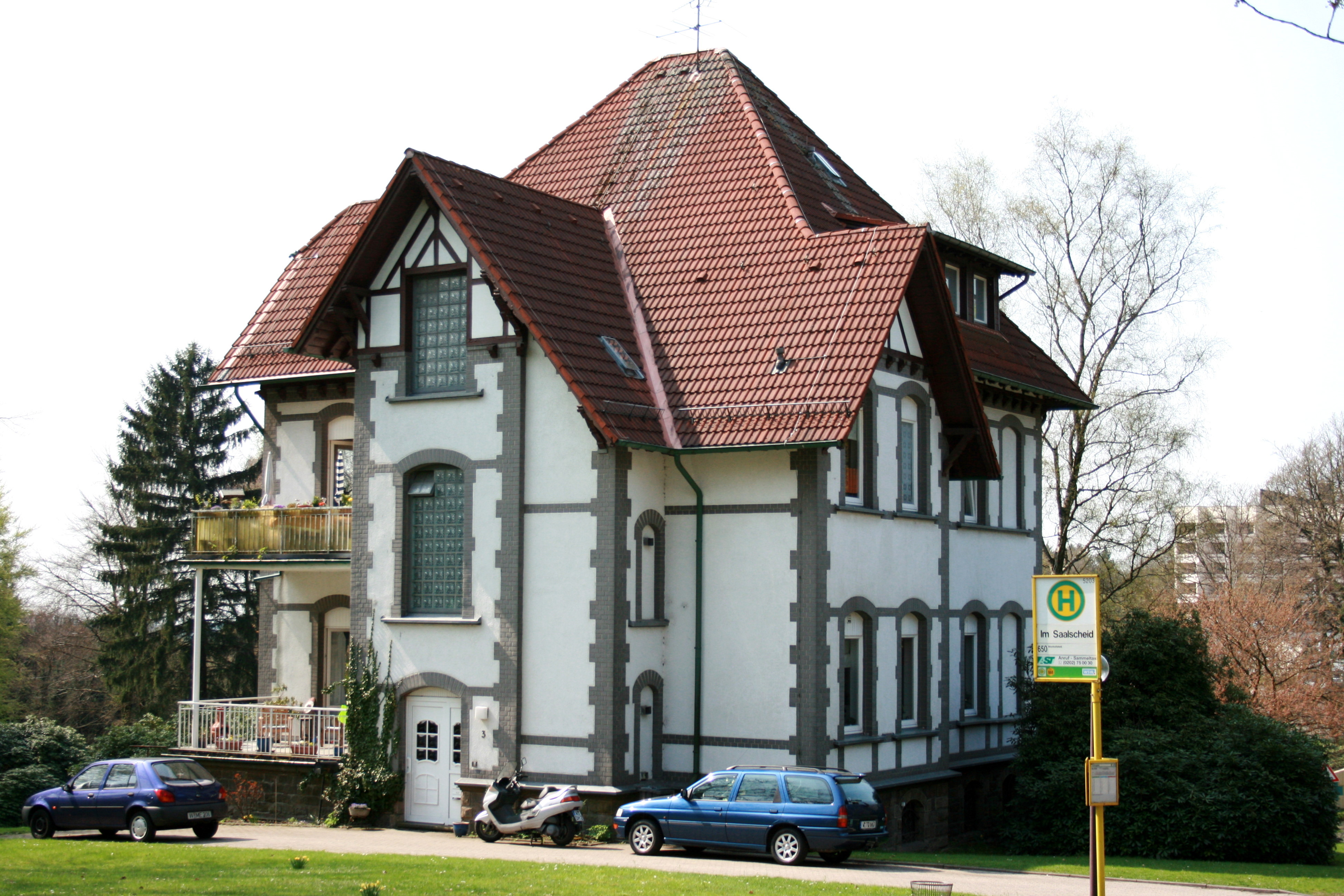
Nebengebäude

Die Rehaklinik Bergisch-Land, ehemals Bergische Volks- und Lungenheilstätte Ronsdorf, ist eine Rehabilitationsklinik, die auf die Nachsorge und die Anschlussheilbehandlung im Bereich onkologischer und uro-onkologischer Erkrankungen spezialisiert ist. Sie gehört zur Helios-Gruppe. Die Klinik befindet sich in der bergischen Großstadt Wuppertal, im Westen des Stadtbezirks Ronsdorf im Wohnquartier Blutfinke nahe der Ortschaft Holthausen.

## Geschichte
Ende des 19. Jahrhunderts strebte der „Bergische Verein für Gemeinwohl“ den Bau einer Lungenheilstätte für an Tuberkulose und Schwindsucht erkrankte Menschen in Ronsdorf unter dem Namen „Bergische Volksheilstätte“ an. Am 6. Oktober 1898 erfolgte der Beschluss zu einer städtischen Beteiligung an dem Vorhaben durch den Rat der Stadt Ronsdorf. Es entstand ein blockförmiger Krankenhausbau bei der Ortslage Im Saalscheid.
Am 16. September 1901 wurde das Krankenhaus eingeweiht, die Eröffnung mit 131 Betten fand am 26. November 1901 statt. Bereits 1908 wurde die Lungenheilstätte für 755.000 Mark an die Landesversicherungsanstalt Rheinprovinz veräußert, die Aufstellung des ersten Röntgenapparats erfolgte 1911. Der Oberarzt Dr. Bredow übernahm am 11. Oktober 1914 die Leitung der Klinik. Als Bauwerk von erheblicher regionaler Bedeutung wurden nach der Jahrhundertwende zahlreiche Ansichtskarten mit Abbildungen des Bauwerks veröffentlicht.
1931 erfolgte die Umwandlung in ein Waldsanatorium für erholungsbedürftige und tuberkulosegefährdete Frauen. Aufgrund der Brüning'schen Notverordnung wird die Lungenheilstätte 1932 geschlossen und 1934 in ein Müttererholungsheim der nationalsozialistischen Volkswohlfahrt umgewandelt, das aber bereits 1936 wieder geschlossen wird. Im März 1938 übernahm die Landesversicherungsanstalt Rheinprovinz erneut die Klinik und richtete dort ein Lazarett unter dem Namen „Städtisches Hilfskrankenhaus Wuppertal-Ronsdorf“ ein. 152 Betten waren weiterhin für Tuberkulosepatienten gedacht. Bei den Luftangriffen auf Wuppertal wurde am 30. Mai 1943 der Westflügel zerstört.
Ab dem 15. März 1947 übernahm der Obermedizinalrat Dr. Overrath die Leitung der Lungenheilstätte und übte das Amt bis 1974 aus. Noch bis lange nach Ende des Zweiten Weltkriegs wurde die „Ronsdorfer Lungenheilstätte“ bei der Behandlung von Lungenerkrankungen als Sanatorium genutzt. Im März 1960 fand auf dem Gelände die Einrichtung eines Kurheims mit einer arbeitsphysiologischen Untersuchungsabteilung zur besseren Wiedereingliederung von Herz-Kreislaufgeschädigten statt, dieser Gebäudeteil wurde vom Architekten Preusser 1958 geplant. Von 1974 bis 1984 übernahm Professor Dr. Rolf Schmutzler die Leitung des Kurheims.
Am 4. Oktober 1975, mittlerweile wieder unter der Trägerschaft der LVA Rheinprovinz (heute Deutsche Rentenversicherung Rheinland) stehend, wurde das verschieferte und in Fachwerkbauweise erbaute Haupthaus abgerissen. Als Ersatz entstand in den Jahren 1973 bis 1975 der heutige Neubautrakt in Betonbauweise unter dem leitenden Baudirektor der LVA, Hans Hoischen, mit 250 Betten. Zu diesem Gebäudeteil wurde am 8. Dezember 1973 das Richtfest gefeiert. Von dem alten Gebäude sind noch die Kelleretage und das Uhrwerk erhalten. Rehabilitation und Tumor-Nachsorge wurden die neuen Behandlungsgebiete der LVA-Klinik Bergisch Land.
Nach einem Umstrukturierungsprozess im Bereich der LVA Rheinland kam das Hauptgebäude im Jahr 2000 zu den Helios Kliniken GmbH und gehört seit 2018 zu Vamed.

## Ausstattung
In der Klinik werden im Rahmen der Nachsorge an bestimmten Tumorarten erkrankte Patienten behandelt. Das Haus verfügt über 211 Patientenbetten. Zu den weiteren Ausstattungen zählen unter anderem ein Cafeteria, eine Gymnastikhalle, ein Schwimmbad sowie eine Minigolfanlage im Parkgelände.
Auf einem Teilgelände der Klinik, dort wo sich früher das Schwesternwohnheim befand, wurde vom 1. September 2004 bis zur Schließung am 31. Dezember 2012 der Neubau des imbr – Institut für med. berufliche Rehabilitation mit 60 Patientenzimmern betrieben. Dieses Institut war in Trägerschaft der bit gGmbH, einer gemeinnützigen Gesellschaft, die zum Berufsförderungswerk Oberhausen gehört und in Zusammenarbeit mit den Leistungsträgern im Bereich der medizinisch-beruflichen Rehabilitation bei derzeit erwerbsunfähigen Menschen tätig ist, die in das Berufsleben wiedereingegliedert werden sollen.

## Umgebung
Das Gelände der Klinik wird von einer weitläufigen Parkanlage umgeben; vor dem Hauptgebäude befindet sich ein das Parkgelände dominierender Löschwasserteich. Die Anlagen gehen unmittelbar in das sich hieran anschließende Waldgebiet über, in dem es einige gekennzeichnete Wanderwege gibt. In direkter Nähe entspringt der Saalbach, der die in der Nähe gelegene Ronsdorfer Talsperre speist und ein Zufluss der Gelpe ist, die mit ihren teilweise zumindest noch ansatzweise vorhandenen Wasserhämmern, Kotten und Stauteichen das historische Gelpetal bildet.
Am Ufer des Löschwasserteichs befindet sich die von dem Bildhauer Will Brüll aus Edelstahl geschaffene Plastik „Dreiseitige Raumrhythmisierung“.
Den Anschluss an den ÖPNV stellt eine stündlich verkehrende Stadtbuslinie mit dem Ortszentrum von Ronsdorf und weiterführenden Buslinien her.